# Impossible Remixes
Impossible Remixes är det femte remixalbum av den australiska sångerskan och låtskrivaren Kylie Minogue. Albumet släpptes 8 juli 1998 av Mushroom Records och innehöll remixer av sånger från Minogues sjette studioalbum Impossible Princess (1997). Ursprungligen planerade att släppas under 1999, albumet släpptes i Australien i juli 1998 efter albumet Mixes (1998), som släpptes i Storbritannien.

## Låtlista
| 1. | Too Far (Brothers in Rhythm Mix)                              | Kylie Minogue                         | 10:21 |
| 2. | Breathe (TNT Club Mix)                                        | Minogue, Dave Ball, Ingo Vauk         | 6:45  |
| 3. | Did It Again (Trouser Enthusiasts' Goddess of Contortion Mix) | Minogue, Steve Anderson, Dave Seaman  | 10:22 |
| 4. | Breathe (Tee's Freeze Mix)                                    | Minogue, Ball, Vauk                   | 6:59  |
| 5. | Some Kind of Bliss (Quivver Mix)                              | Minogue, James Dean Bradfield, Seaman | 8:39  |

| 1. | Too Far (Junior Vasquez Mix)         | Minogue                   | 11:44 |
| 2. | Did It Again (Razor n Go Mix)        | Minogue, Anderson, Seaman | 11:21 |
| 3. | Breathe (Sash! Club Mix)             | Minogue, Ball, Vauk       | 5:20  |
| 4. | Too Far (Brothers in Rhythm Dub Mix) | Minogue                   | 8:31  |
| 5. | Breathe (Nalin & Kane Remix)         | Minogue, Ball, Vauk       | 10:11 |